# Анекдотическое свидетельство
Анекдотическое свидетельство (англ. anecdotal evidence) — утверждение или доказательство, основанное на случаях или эпизодах из личной жизни или невоспроизводимых опытных данных. Не следует путать с анекдотами, поскольку понятие анекдотического свидетельства происходит от оригинального значения галлицизма «анекдот» — короткой истории личного характера. Также встречаются под именами «эпизодические свидетельства» и «случайные свидетельства». Часто анекдотические свидетельства относят к логическим ошибкам, однако они не всегда ими являются: анекдотические свидетельства бывают примерами неполной индукции. Анекдотические свидетельства часто используют в псевдонауке и паранауке, а также в журналистике, политике и рекламе наряду с выборочным представлением фактов.

## В теории аргументации
Анекдотические свидетельства часто рассматриваются в контексте теории аргументации, в особенности при исследовании так называемых прагматических доказательств. Прагматический вид доказательств обычно используется в публичных дискуссиях. Его главная цель — убедить людей, что определённое решение будет в интересах каждого. Убедительность таких аргументов зависит от двух аспектов: желательности и вероятности последствий решения. Соответственно, есть два вида суждений, использующиеся в прагматической аргументации: вероятностные суждения и суждения о желательности. Ряд исследований показал, что людям труднее оценивать аргументацию в пользу вероятностных суждений, нежели в пользу суждений о желательности.
Вероятностные суждения сообщают нечто о наступлении определённых будущих событий. Для этого могут быть использованы три стратегии аргументации: по аналогии, посредством обобщения и при помощи причинности. Аргумент по аналогии можно определить следующим образом: «Вы сравниваете две ситуации, которые, по вашему мнению, имеют одни и те же существенные характеристики, и причину, по которой конкретная характеристика, существующая в одной ситуации, может быть обоснована существованием в аналогичной ситуации». Аргумент посредством обобщения предполагает, что «вы смотрите на множество случаев и из них выводите некоторый общий принцип». Наконец, аргумент при помощи причинности требует некоторого содержательного и концептуального доказательства.
Каждый из таких аргументов пользуется определённым типом свидетельств. В теории аргументации выделяется три основных вида свидетельств: анекдотические, статистические и тестимонические (цитирование какого-то источника). Анекдотические свидетельства суть «приведение примеров и иллюстраций». Статистические данные образуются путём объединения некоторого массива анекдотических свидетельств. Также роль свидетельства может выполнять доказательство через причину: к предсказываемому событию подбирается некоторый факт, который может обуславливать событие. Так, для аргументов по аналогии и через обобщение могут быть использованы как статистические, так и анекдотическими свидетельства. Тогда как аргументация при помощи каузальности чаще всего требует именно доказательство через причину.
Ряд исследований в ходе экспериментов пришли к выводам о том, что аргументы с использованием анекдотических свидетельств оказывались более убедительными по сравнению с теми, где приводились в подтверждение статистические данные. Причина того, что участники экспериментов делали выбор в пользу аргументов с анекдотическим свидетельствами, различные исследователи нашли в том, что анекдотические свидетельства более наглядны, а потому могут казаться более понятными и убедительными в сравнении со статистическими данными. Таким образом, было введено понятие яркости или живости (англ. vividness) аргументов, которое характеризует воспринимаемую убедительность — «яркий и живой аргумент будет более убедительный, чем более скудный и бледный».
Однако, кроме воспринимаемой убедительности аргументов, можно также рассматривать и их фактическую убедительность. С этой точки зрения, статистические данные несомненно имеют значительное преимущество над анекдотическими. Так, в одном эксперименте была предпринята попытка вынести за скобки этот фактор живости и яркости, уравняв тем самым уровень воспринимаемой убедительности. В его результате оказалось, что если этот фактор поддерживать на одинаковом и постоянном уровне, то аргументы со статистическими данными оказываются более убедительными. Такие результаты также непосредственно свидетельствуют о том, что в отношении анекдотических свидетельств существует прямая взаимосвязь между воспринимаемой и фактической убедительностью, то есть между живостью аргумента и его качеством.
В другой более поздней серии экспериментов тех же исследователей также было рассмотрено отношение между анекдотическими и статистическими свидетельствами в зависимости от типов аргументов, в которых они могут быть использованы. Так, различие между аргументами по обобщению и по аналогии использовалось для прогнозирования и объяснения относительной убедительности статистических данных в сравнении с анекдотическими. В первом эксперименте сравнивалась убедительность аргументов по обобщению, использующих разные типы свидетельств. Во втором эксперименте исследовалось то же отношение, но в уже в контексте аргументации по аналогии. В третьем и последнем эксперименте рассматривалось влияние схожести анекдотических данных случаю, который использовался в аргументе, на убедительность самого утверждения. В результате этой серии экспериментов было показано, что в контексте аргументов по обобщению статистические данные оказались более убедительными, чем анекдотические свидетельства, в то время как в контексте аргументов по аналогии анекдотические свидетельства были столь же убедительными, как и статистические данные (при том условии, что случай анекдотических свидетельств был аналогичен предмету аргумента).

## Научный контекст
В научной среде анекдотические свидетельства порой становятся предметом высмеивания.
В медицине анекдотические свидетельства часто являются поводом для дебатов и дискуссий между профессиональным сообществом учёных и широкой публикой. Один из примеров подобных дискуссий — полемика, породившая исследования воздействия мобильных телефонов на здоровье человека.
Анекдотические свидетельства также активно использовались в обсуждении Вакцины MMR, широкая публика использовала анекдотические свидетельства о связи вакцины с аутизмом и другими заболеваниями, проявившимися в некоторых случаях вскоре после использования вакцины, чтобы стимулировать экспертное сообщество к проведению новых исследований, способных подтвердить безопасность вакцины.
Исследования роли анекдотических свидетельств в публичных научных дебатах носит характер социологии знания и утверждает, что понятие анекдотического свидетельства оказалось своего рода инструментом политической борьбы сообщества экспертов и сообщества непрофессионалов за право именовать что-либо знанием. Имеют место и обвинения в анекдотических свидетельствах как атаке на публикацию оппонента, что подтверждает гипотезу об анекдотическом свидетельстве как не только научном понятии, но и политически ангажированном понятии.
Особую роль анекдотические свидетельства имеют в науке о данных: они могут предоставлять новые взаимосвязи и корреляции между теми или иными данными, подсказывать незамеченные прежде переменные, указывать на ошибки в гипотезах.
Анекдотические свидетельства используются в дискуссиях о жизни после смерти, поскольку околосмертные переживания зачастую представляют набор анекдотических свидетельств. Сторонники этих теорий также ссылаются на анекдотические данные как на подвижную линию демаркации научного и ненаучного, на политический характер научного знания.

## Примеры
Примерами анекдотических свидетельств часто служит риторика людей, занимающихся табакокурением, в качестве контраргумента против информации о влиянии курения табака на здоровье:
«Я курю пять пачек сигарет в день последние десять лет, и я ни разу не болел за это время. Значит, табак не вредит моему здоровью»
Ещё одним примером анекдотического свидетельства является случай выздоровления после COVID-19, якобы связанный с употреблением алкоголя больным.